# Eunephrops cadenasi
Eunephrops cadenasi е вид ракообразно от семейство Омари (Nephropidae).

## Разпространение
Видът е разпространен в Бахамски острови, Гваделупа, Доминика, Колумбия, Куба, Мартиника и Ямайка.